# Friedrich von Saporta

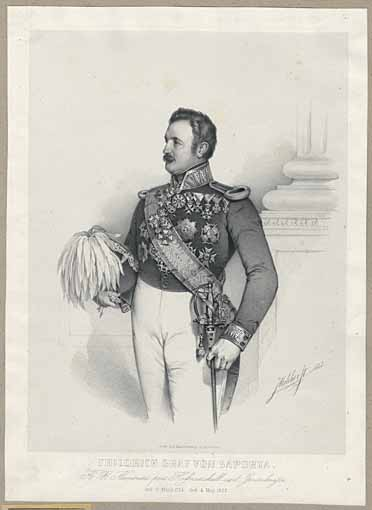
Friedrich von Saporta

Friedrich Karl Graf von Saporta (* 17. März 1794 in Neckargemünd; † 4. Mai 1853 in München) war ein bayerischer Generalmajor.

## Leben
Saporta begann seine militärische Ausbildung bei der Pagerie und trat dann in das bayerische Heer ein. Dort wurde er Adjutant des Prinzen Otto. Als dieser 1832 König in Griechenland wurde, begleitete er ihn als Hauptmann nach Griechenland und wurde dort dessen Hofmarschall. Im Auftrag Ottos nahm er dort auch naturwissenschaftliche Forschungen auf und vermittelte dafür 1835 dem Hauslehrer und Arzt seiner Familie, Carl Fraas eine Anstellung als Hofmeister. 1837 kehrte er nach Bayern zurück. Dort wurde er durch Ludwig I. zum Hofmarschall von Königin Therese bestellt. Aus dem Militärdienst schied er als Generalmajor aus und wurde zum königlichen Kämmerer ernannt.
Saportas Grabmal befindet sich auf dem Münchner Alten Südfriedhof, eine Straße in München-Neuhausen erinnert an ihn.

## Herkunft und Familie

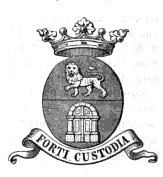
Wappen der Grafen von Saporta

Die Grafen von Saporta stammten ursprünglich aus Saragossa in Aragonien und schrieben sich Zapoxta. Im 15. Jahrhundert gelangten sie nach Frankreich, wandelten den Namen in Saporta und wurden zu einer verbreiteten Adelsfamilie.
Saportas Vater Anton August von Saporta nahm kurpfälzischen Dienst, erhielt dort 1768 die Anerkennung seines französischen Grafentitels und wurde kurfürstlicher Kammerherr sowie Rittmeister. Später trat er als Oberst in die Garde Pfalz-Zweibrückens ein. Seine zweite Gemahlin Henriette von Geispitzheim gebar ihm Friedrich Karl.
Friedrich Karl von Saporta heiratete 1824 Clara Elisabeth von Stetten (1804–1835), im Jahre 1838 Johanna Freiin von Fechenbach-Laudenbach († 1839). Der ersten Ehe entstammt die Tochter Gräfin Caroline Stephanie (* 1824), ab 1847 Freifrau von Rolshausen.

## Auszeichnungen
- Ritterkreuz des Militär-Max-Joseph-Ordens
- Komturkreuz des Verdienstordens der Bayerischen Krone
- Großkreuz des Verdienstordens vom Heiligen Michael
- Großkomturkreuz des Oldenburgischen Haus- und Verdienstordens des Herzogs Peter Friedrich Ludwig
- Kommandeurskreuz 1. Klasse des Großherzoglich Hessischen Ludwigsordens
- preußischer Roter Adlerorden 1. Klasse
- Komturkreuz 1. Klasse des Herzoglich Sachsen-Ernestinischen Hausordens
- Großkreuz des badischen Ordens vom Zähringer Löwen
- Komturkreuz des ungarischen St. Stephansordens
- Großkommandeurkreuz des griechischen Erlöser-Ordens
- Ritterkreuz der französischen Ehrenlegion,
- Ritterkreuz 2. Klasse mit Brillanten des Russischen Ordens der Heiligen Anna
- Großkreuz des spanischen Ordens Isabellas der Katholischen,
- Großkreuz des schwedischen Schwertordens,
- bayerisches Militärdenkzeichen für 1813/1815
- griechisches Denkzeichen für das Bayerische Hilfskorps[2]